# Fokker Eindecker
O Fokker Eindecker (ou Fokker Monoplano), foi a designação de uma série de aviões de caça monoplanos, monomotores, monopostos em configuração de tração, desenvolvidos e utilizados pelo Império Alemão a partir de 1915 até meados de 1916, durante a Primeira Guerra Mundial.

## Histórico

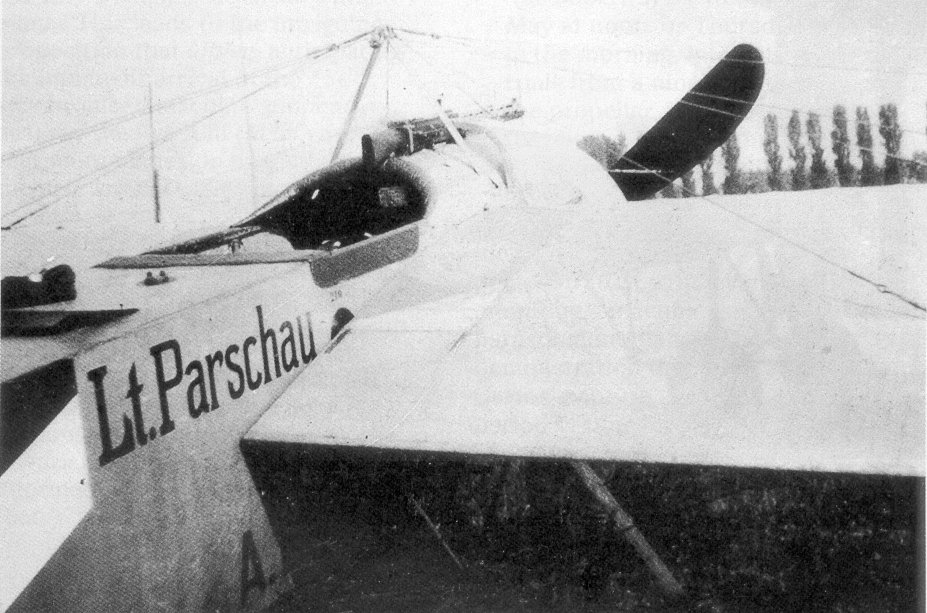
Primeiro monoplano Fokker de Otto Parschau, com uma metralhadora Parabellum MG 14 sincronizada em maio de 1915,
que se tornou o "protótipo" do Fokker Eindecker.

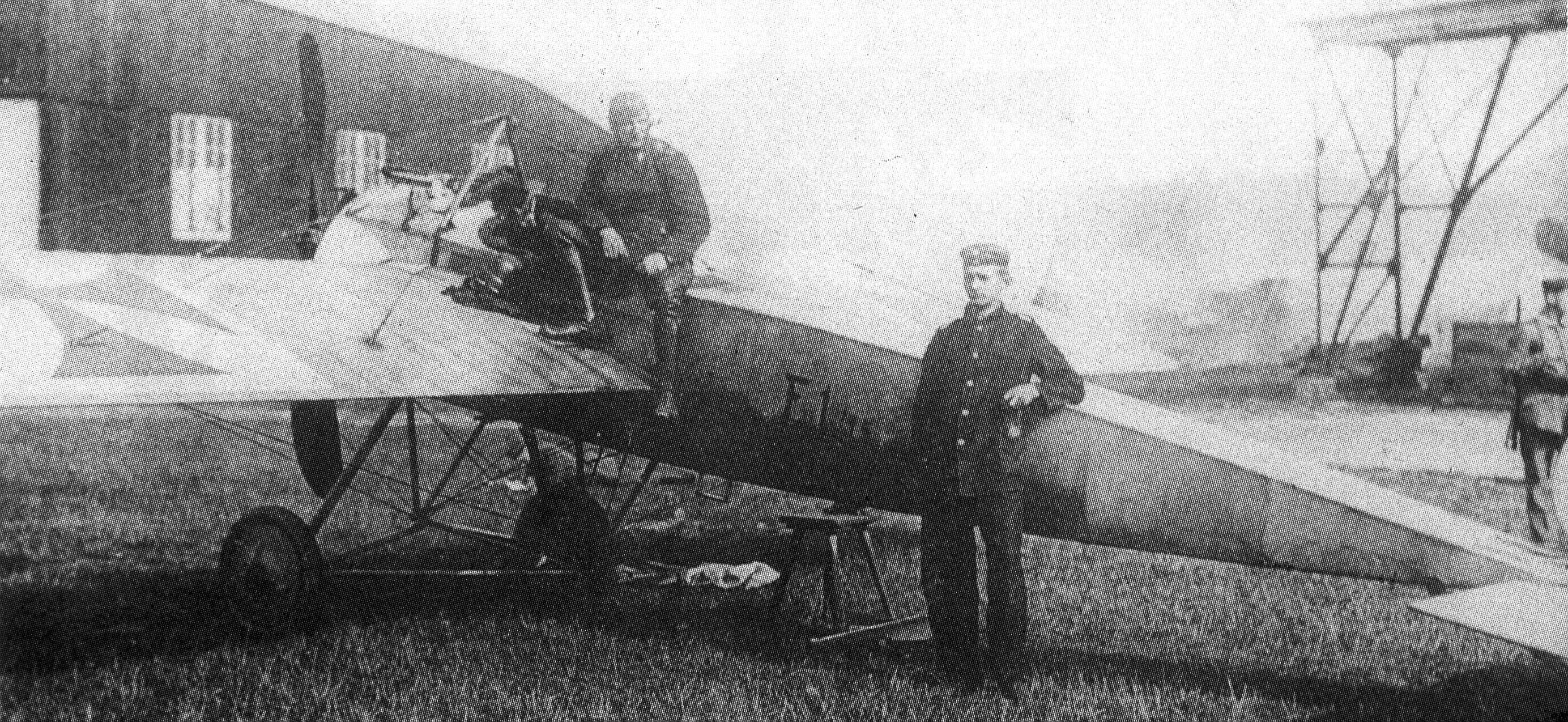
Segundo Fokker Eindecker de Parschau, um M.5K/MG número de série E.1/15 com a asa montada mais baixa na lateral da fuselagem.

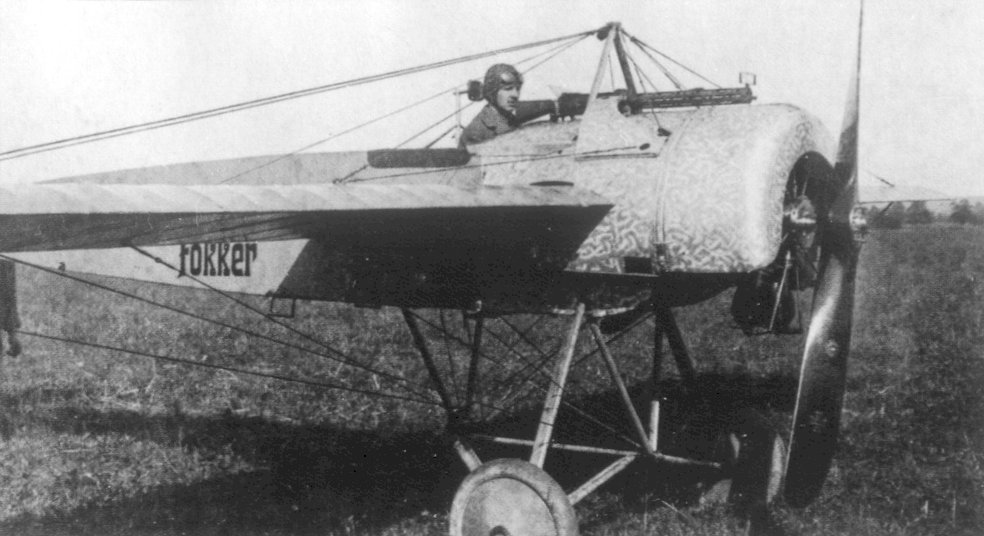
Um Fokker E.II ao final de 1915, com seu motor parcialmente visível devido à nacele metálica de cobertura parcial.

O Eindecker ("Monoplano") foi o primeiro avião alemão projetado e construído especificamente como avião de caça, e também o primeiro avião a ser equipado com uma metralhadora sincronizada, permitindo ao piloto disparar através do arco formado pelas lâminas da hélice em movimento sem atingi-las.
Projetado pelo engenheiro holandês Anthony Fokker, o Eindecker ("Monoplano") foi baseado num modelo anterior sem armamento, o Fokker M.5K (cuja designação militar era Fokker A.III), que por sua vez era baseado num projeto francês, o também monoplano, Morane-Saulnier H, só que o projeto de Fokker usava tubos de aço na estrutura da fuselagem ao invés de madeira. Ele era equipado com um mecanismo de sincronização para a metralhadora também desenvolvido por Fokker, controlando uma única metralhadora Parabellum MG14. Anthony Fokker em pessoa demonstrou o sistema em 23 de Maio de 1915, tendo levado o avião a reboque do seu carro de passeio a um campo militar próximo a Berlim.
Daí por diante, essa unidade usada por Fokker nas suas demonstrações iniciais (número de série 216), passou a ser considerado o protótipo do E.I, e esteve associado por um bom tempo ao piloto Otto Parschau que atribuiu a ele a designação militar Idflieg de A.16/15. A partir daí esse avião foi colocado em serviço, pintado em tons de verde as cores do seu regimento original, servindo nas frentes Oriental e Ocidental pilotado por Parschau, que eventualmente pintou a identificação "Lt. Parschau" nas laterais da fuselagem logo atrás da cabine, passando boa parte do tempo, testando as modificações e evoluções que eram aplicadas na linha de produção.
A principal diferença entre o E.I e o E.II era o motor, sendo que o primeiro usava um Oberursel U.0 giratório de 7-cilindros e 80 hp, que era essencialmente uma cópia do Gnome Lambda francês de 80 hp, enquanto o segundo, utilizava um Oberursel U.I de 9-cilindros e 100 hp, este essencialmente uma cópia do Gnome Monosoupape também francês de 100 hp. O maior diâmetro dos motores de 9 cilindros alemães, exigiam uma cobertura de maiores dimensões, ultrapassando as dimensões da fuselagem. O nariz protuberante era uma característica marcante nos modelo E.II e E.III. A fabricação dos modelo E.II e E.III corria em paralelo de acordo com a disponibilidade dos motores. Muitos E.II foram terminados como E.III na linha de montagem ou atualizados para o padrão E.III quando retornavam para reparos.
A versão definitiva do Eindecker foi a Fokker E.III, que usava asas mais estreitas. A Feldflieger Abteilung 62 de Boelcke começou a operar o E.III quase no fim de 1915. Alguns poucos E.III foram equipados experimentalmente com duas metralhadoras LMG08/15 de 7,92 mm, enquanto todos os demais E.I a E.III em produção usavam apenas uma, desse mesmo modelo.
A versão final, a Fokker E.IV recebeu um motor Oberursel U.III de 14-cilindros (duas fileiras de 7) e 160 hp, esta uma cópia do Gnome Double Lambda francês, e duas metralhadoras como equipamento padrão, depois de sucessivas falhas com os testes usando três metralhadoras, que era a intenção inicial de armamento padrão para o E.IV.
A produção total de Eindeckers do E.I até o E.IV foi de 416 aviões. A distribuição exata por modelo não é muito clara, no entanto, o E.III foi sem dúvida o mais importante.
O Eindecker garantiu ao  Luftstreitkräfte (Serviço Aéreo Alemão), um certo grau de superioridade entre Julho de 1915 e o início de 1916. Esse período, conhecido posteriormente como "Flagelo Fokker", durante o qual os aviadores aliados chamavam seus aviões mal armados de "Fokker Fodder" (algo como "Alvos para os Fokker").

## Variantes

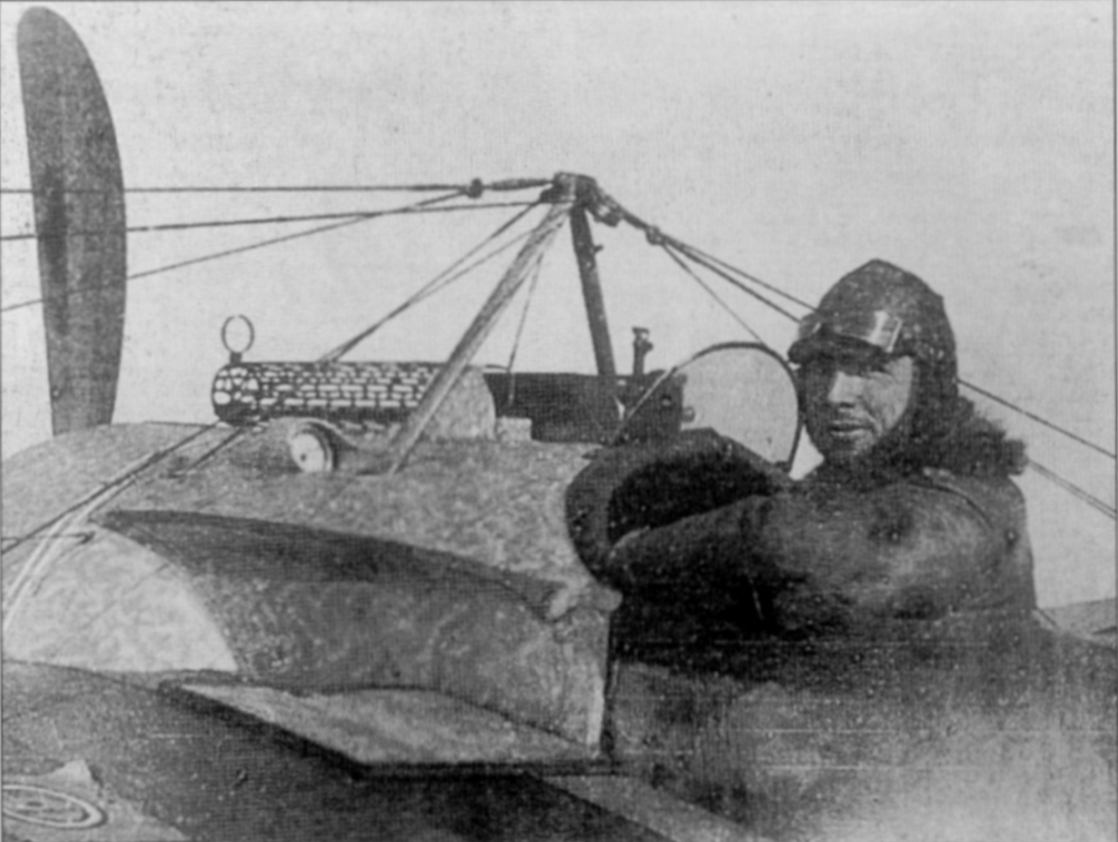
O Fokker E.II de Immelmann
com as aletas "soffit" visíveis.

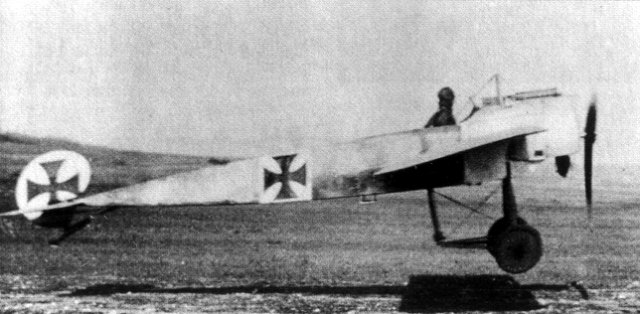
Vista lateral de um Eindecker na decolagem.

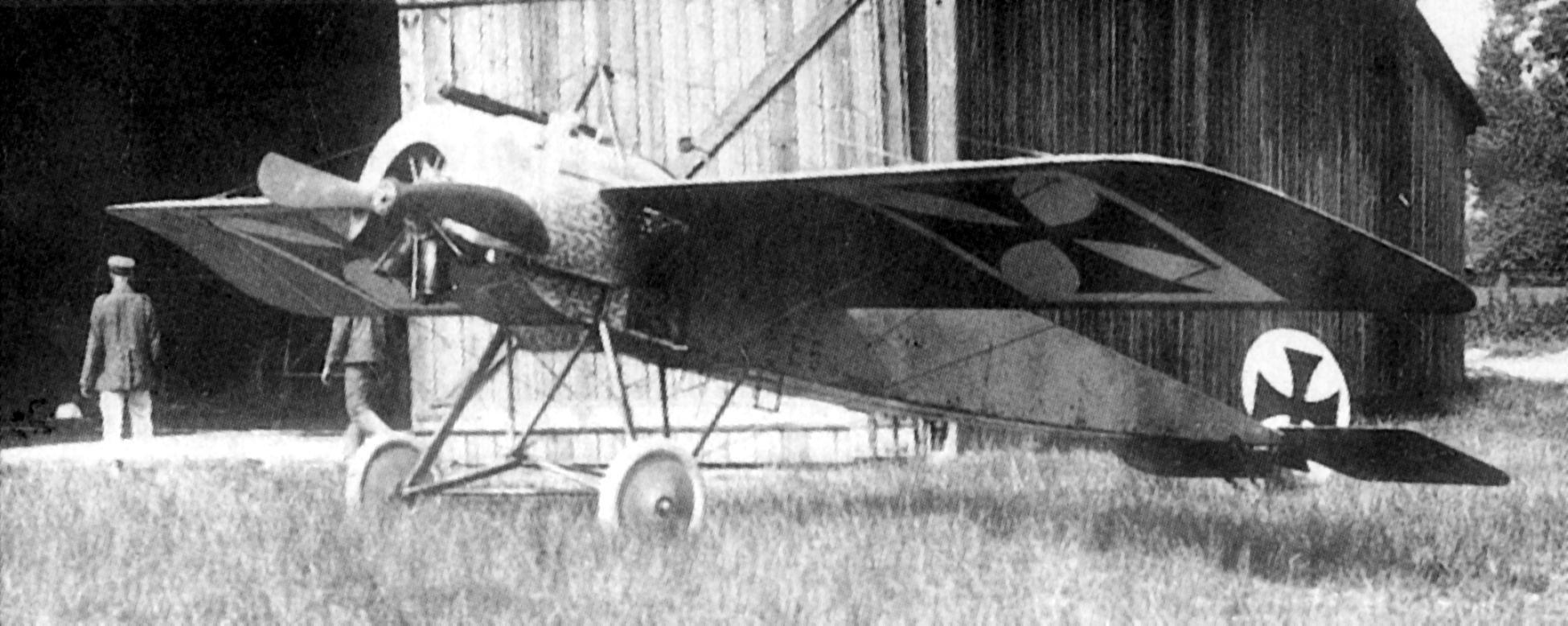
O Fokker M.5K/MG usado por Kurt Wintgens no seu combate aéreo pioneiro de 1 de Julho de 1915.

Fokker M.5
Primeiro monoplano Fokker, sem armamento. De fato, o "protótipo estrutural" de todos os Fokker Eindecker iniciais.
Fokker M.5K
K de Kleine - Asas de menor envergadura.
Fokker M.5L
L de Lange - Asas de maior envergadura.
Fokker M.5K/MG
Modelo de pré produção, o sufixo "MG" era de maschinengewehr - metralhadora, cinco construídos (ver A.III).
Fokker A.II
Designação militar para o M.5L avião desarmado com três cabos de sustentação em cada asa equipado com um motor giratório Oberursel U.0 de 80 hp; ao menos um foi construído.
Fokker A.III
Designação militar para o M.5K ' avião desarmado equipado com um motor giratório Oberursel U.0 de 80 hp; 5 foram construídos (ver M.5K/MG).
Fokker E.I
Primeira série de produção do avião armado equipado com um motor giratório Oberursel U.0 de 80 hp; 68 construídos.
Fokker E.II
Segunda série de produção melhorada do avião armado equipado com um motor giratório Oberursel U.I de 100 hp; 49 construídos.
Fokker E.III
Terceira série de produção (a de maior quantidade), também  equipado com um motor giratório Oberursel U.I de 100 hp com estrutura e equipamentos melhorados; 249 construídos.
Fokker E.IV
Versão final de produção, ligeiramente maior, e equipado com um motor giratório de 14-cilindros Oberursel U.III de 160 hp e duas metralhadoras; 49 construídos.
Nota: O Fokker E.V não tem nenhuma relação como os Eindeckers, sendo um projeto de avião em asa parasol, construído em pequena quantidade antes do início da produção da versão melhorada, o Fokker D.VIII.

## Usuários
- Império Alemão

## Especificação (E.III)

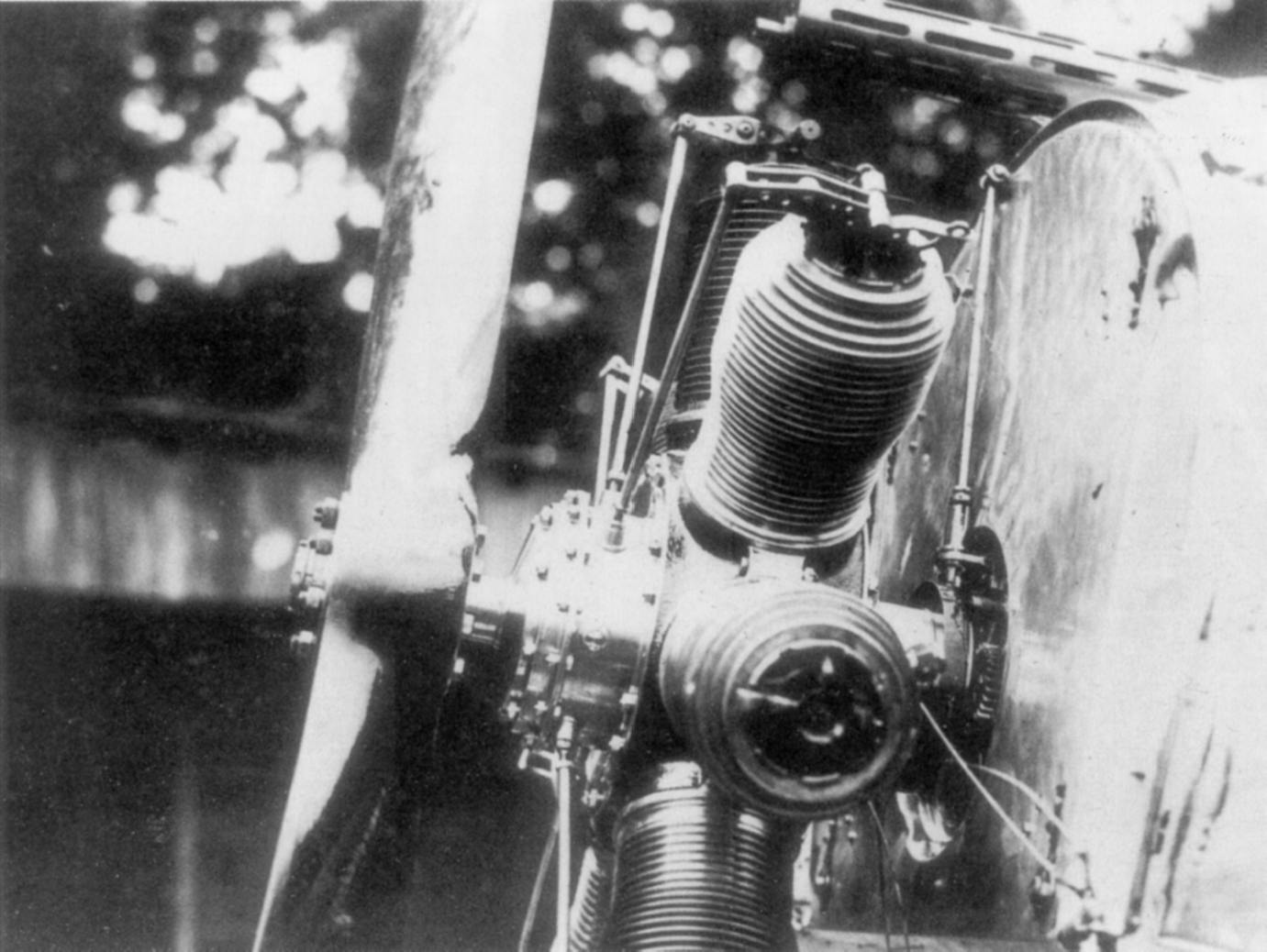
Um dos primeiros Fokker E.I com a cobertura do motor removida, exibindo a primeira versão do mecanismo sincronizador Fokker.

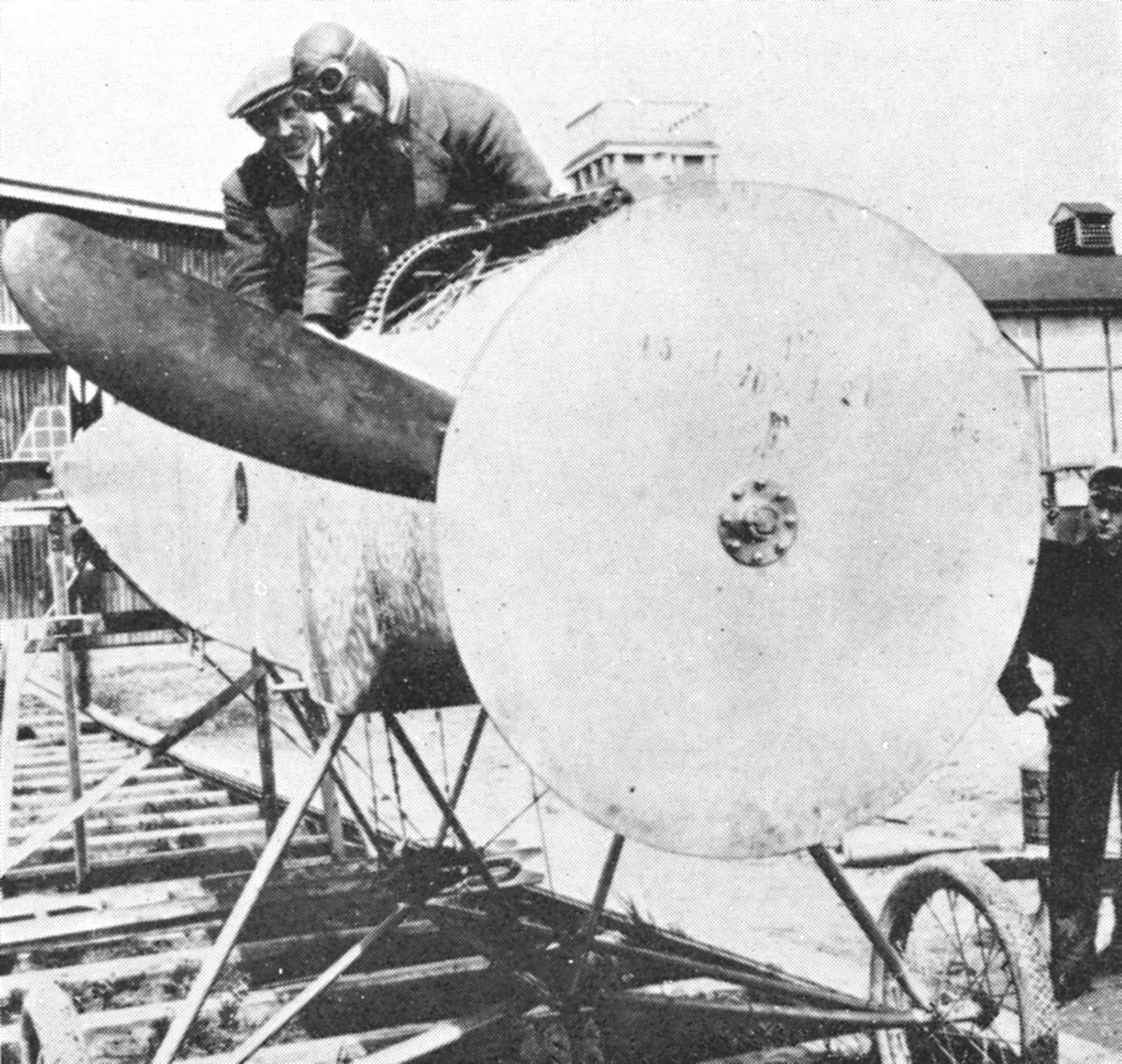
Um Fokker Eindecker em processo de ajuste do mecanismo sincronizador hélice/metralhadora.

Estas são as características do Fokker Eindecker E.III
- Características gerais:
  - Tripulação: um
  - Comprimento: 7,2 m
  - Envergadura: 9,52 m
  - Altura: 2,4 m
  - Área da asa: 16 m²
  - Peso vazio: 399 kg
  - Peso máximo na decolagem: 610 kg
  - Motor: 1 x Oberursel U.I, um 9 cilindros radial, refrigerado à ar, de 100 hp.
- Performance:
  - Velocidade máxima: 140 km/h
  - Autonomia: 1 hora e 30 minutos
  - Teto de Serviço: 3.600 m
  - Razão de Subida: 3,333 m/s
  - Tempo de subida:
    - 1.000 m em 5 minutos
    - 3.000 m em 30 minutos
- Armamento:
  - Armas:
    - 1 x metralhadora LMG08/15 de 7,92 mm sincronizada para disparar através do arco da hélice.